# Eisner Award para Best Writer
O Eisner Award para Best Writer (em português, Melhor Escritor ou Melhor Roteirista) é uma das categorias do Will Eisner Comic Industry Award, popularmente conhecido como Eisner Awards. A cerimônia foi estabelecida em 1988 e desde então é realizada durante a convenção "Comic-Con", que ocorre anualmente em San Diego, Califórnia. A categoria "Melhor Escritor" é uma das dez categorias presentes na premiação desde a sua primeira edição.
A mais recente vencedora é a canadense Mariko Tamaki, por seu trabalho nas revistas Harley Quinn: Breaking Glass, Laura Dean Keeps Breaking Up with Me e Archie. O primeiro prêmio foi atribuído em 1988 ao escritor britânico Alan Moore, que detém ainda tanto o recorde de maior quantidade de indicações - treze - como o de maior quantidade de vitórias - nove. Moore acumulou vitórias seguidas em 1988-1989, 1995-1997 e 2000-2001, mas é de Neil Gaiman o recorde de maior quantidade de vitórias seguidas: quatro, entre 1991 e 1994. Nos primeiros anos após sua criação, os escritores do Reino Unido foram os que mais acumularam vitórias, mas os americanos passaram a acumular mais indicações e vem conquistando vitórias seguidas desde meados da década de 2000. Em 2018, pela primeira vez dois escritores dividiram o prêmio: os americanos Tom King e Marjorie Liu (primeira mulher vencedora na categoria). O escocês Grant Morrison detém o recorde do maior número de indicações sem vitórias, com oito.

## Histórico
Entre 1985 e 1987, a editora Fantagraphics Books promoveu o Kirby Awards, uma premiação dedicada à indústria dos quadrinhos e com os vencedores recebendo seus prêmios sempre com a presença do artista Jack Kirby. As edições do Kirby Awards eram organizadas por Dave Olbrich, um funcionário da editora. Em 1987, com a saída de Olbrich, a Fantagraphics decidiu encerrar o Kirby Awards e instituiu o Harvey Awards, cujo nome é uma homenagem à Harvey Kurtzman. Olbrich, por sua vez, fundou no mesmo ano o "Will Eisner Comic Industry Award".
Em 1988, a primeira edição do prêmio foi realizada, no mesmo modelo até hoje adotado: Um grupo de cinco membros reúne-se, discute os trabalhos realizados no ano anterior, e estabelece as indicações para cada uma das categorias, que são então votadas por determinado número de profissionais dos quadrinhos e os ganhadores são anunciados durante a edição daquele ano da San Diego Comic-Con, uma convenção de quadrinhos realizada em San Diego, Califórnia. Por dois anos o próprio Olbrich organizou a premiação até que, ao ver-se incapaz de reunir os fundos necessários para realizar a edição de 1990 - que acabou não ocorrendo - ele decidiu transferir a responsabilidade para a própria Comic-Con, que desde 1990 emprega Jackie Estrada para organizá-lo.

## Vencedores
| Ano  | Escritor(es)         | Nacionalidade    | Obra (s)                                                                        | Indicados | Nota          |
| ---- | -------------------- | ---------------- | ------------------------------------------------------------------------------- | --- | ------------- |
| 1988 | Alan Moore           | Reino Unido      | Watchmen                                                                        | - Matt Wagner, por Grendel - Mike Baron, por Nexus - Paul Chadwick, por Concrete | [ 7 ]         |

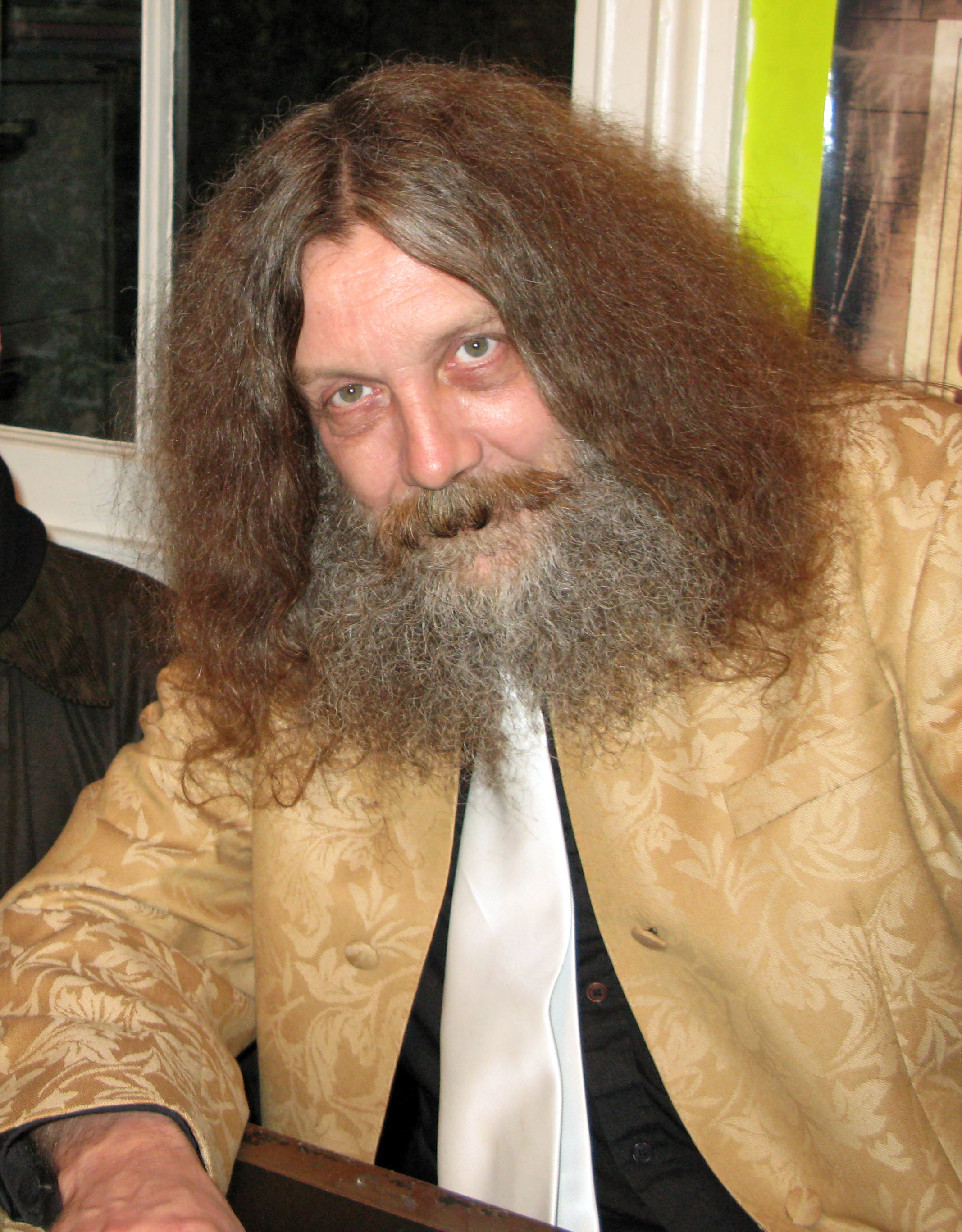
O britânico Alan Moore, maior vencedor da categoria. Com 13 indicações,o inglês venceu 9 vezes: em 1988, 1989, 1995, 1996, 1997, 2000, 2001, 2004 e 2006.

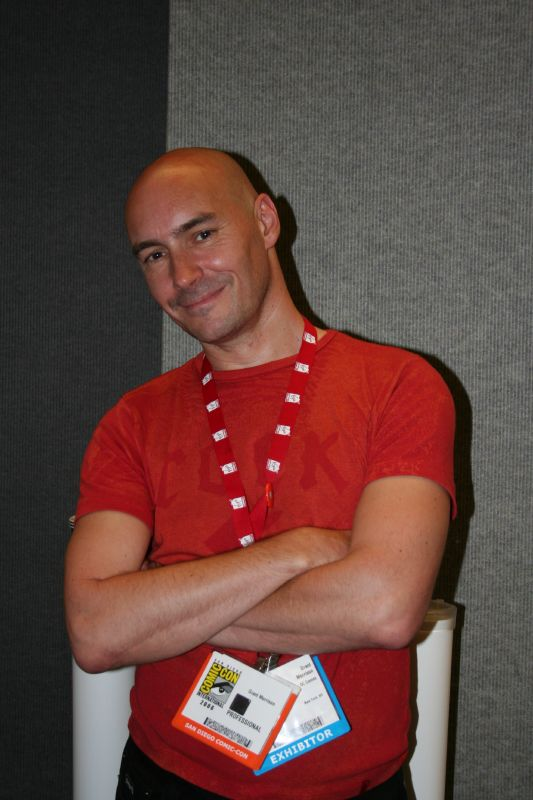
Grant Morrison na Comic-Con de 2006. O britânico possui o maior número de indicações sem nenhuma vitória, tendo sido nomeado ao prêmio em 8 oportunidades diferentes: 1989, 1991, 1992, 1996, 2002, 2006, 2007 e 2015.

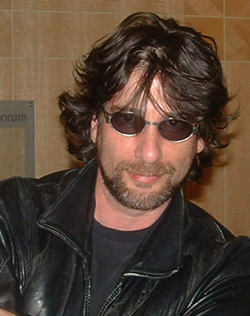
O inglês Neil Gaiman venceu o Eisner Award entre 1991 e 1994, por seu trabalho nas aclamadas séries Miracleman e Sandman. Em 1996 e 1997, ele seria novamente indicado mas sem vitórias.

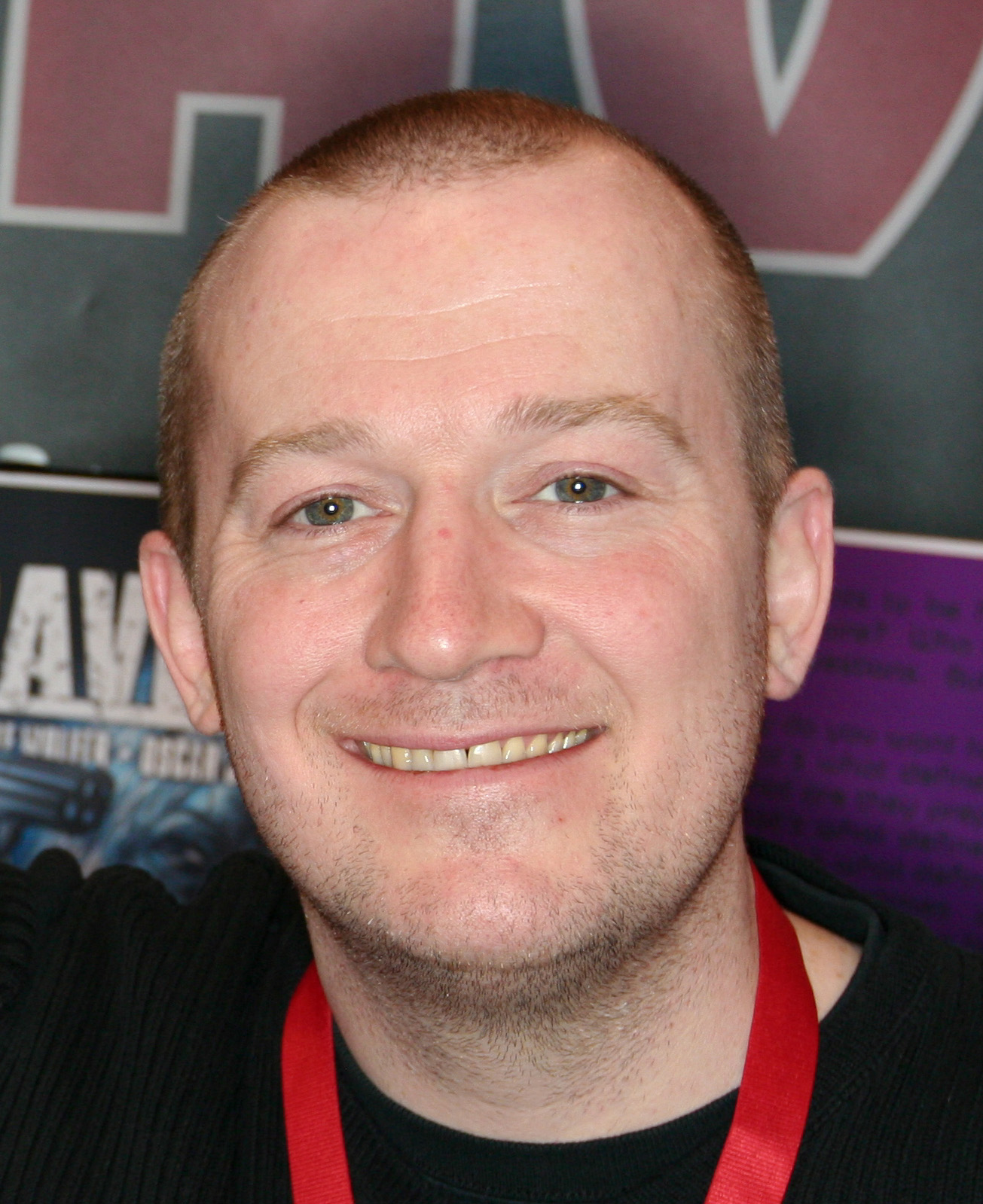
O irlandês Garth Ennis foi indicado cinco vezes. A quarta indicação, em 1998, lhe rendeu sua única vitória.

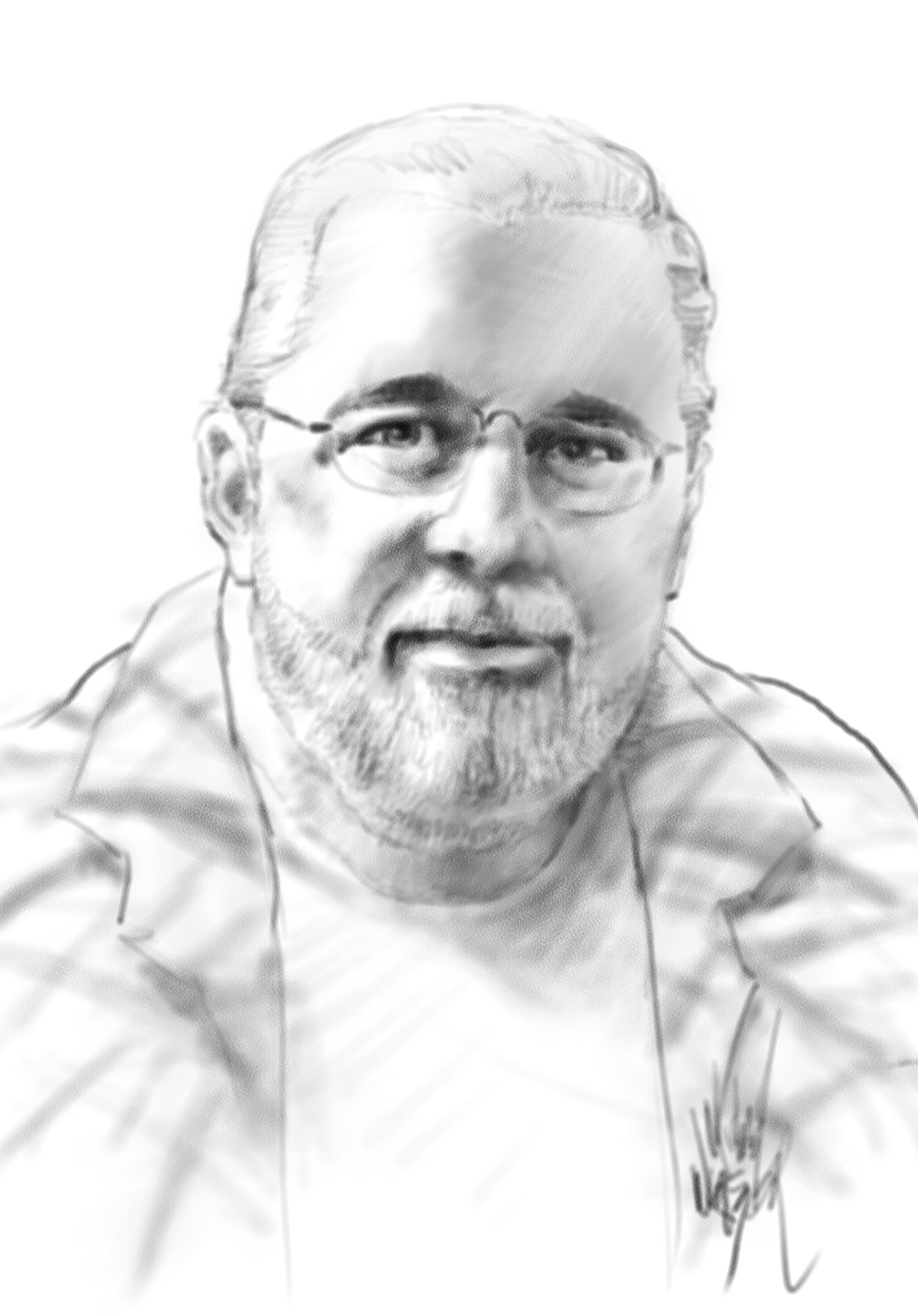
Kurt Busiek, em ilustração de Michael Netzer. Busiek foi o primeiro americano a ganhar o Eisner, ao receber a honra em 1999 por seu trabalho em Astro City.

Brian Michael Bendis foi o terceiro escritor a vencer a categoria por dois anos seguidos, em 2002 e 2003

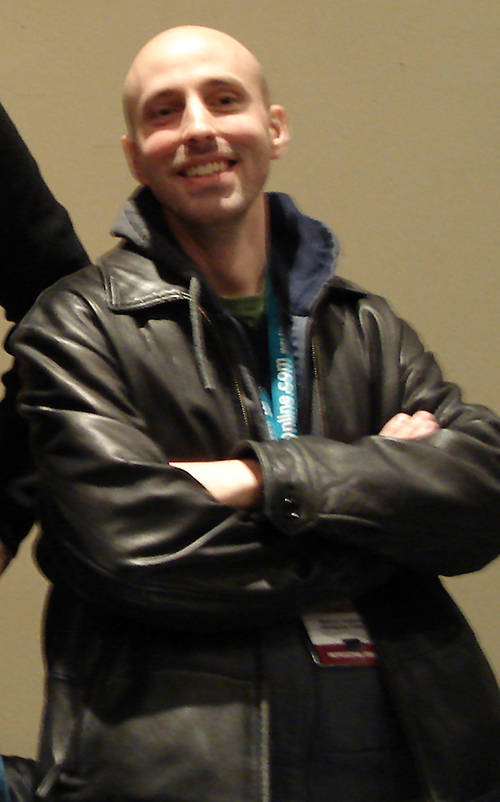
Brian K. Vaughan venceu em 2005, na sua primeira indicação. Em 2006 e 2008 foi apenas indicado, sem vitórias. Em 2013 e em 2014 sairia vencedor, por seu trabalho em Saga.

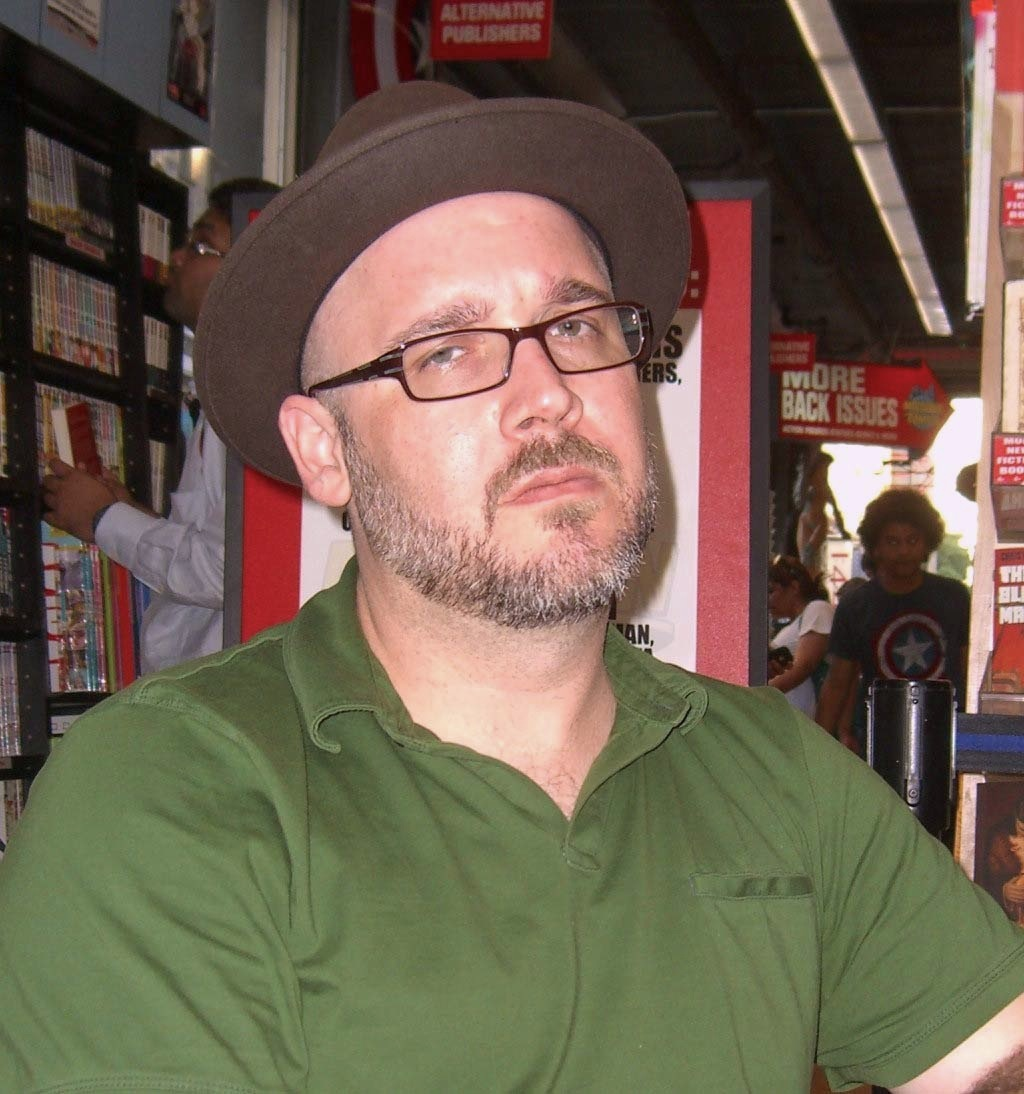
Ed Brubaker acumula seis indicações - 2000, 2003, 2004, 2007, 2008 e 2010. As três mais recentes resultaram em vitórias.

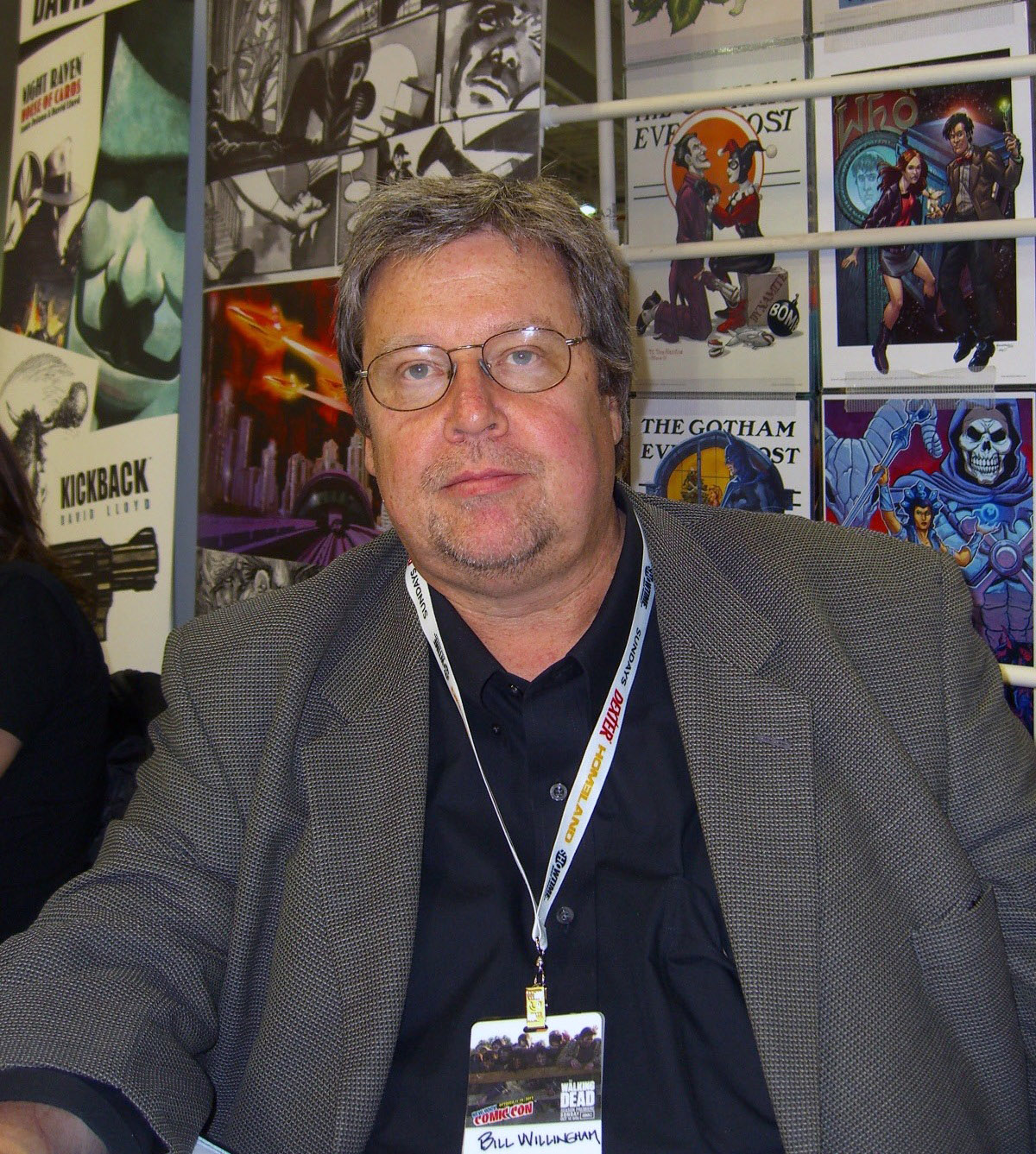
Bill Willingham, vencedor em 2009.

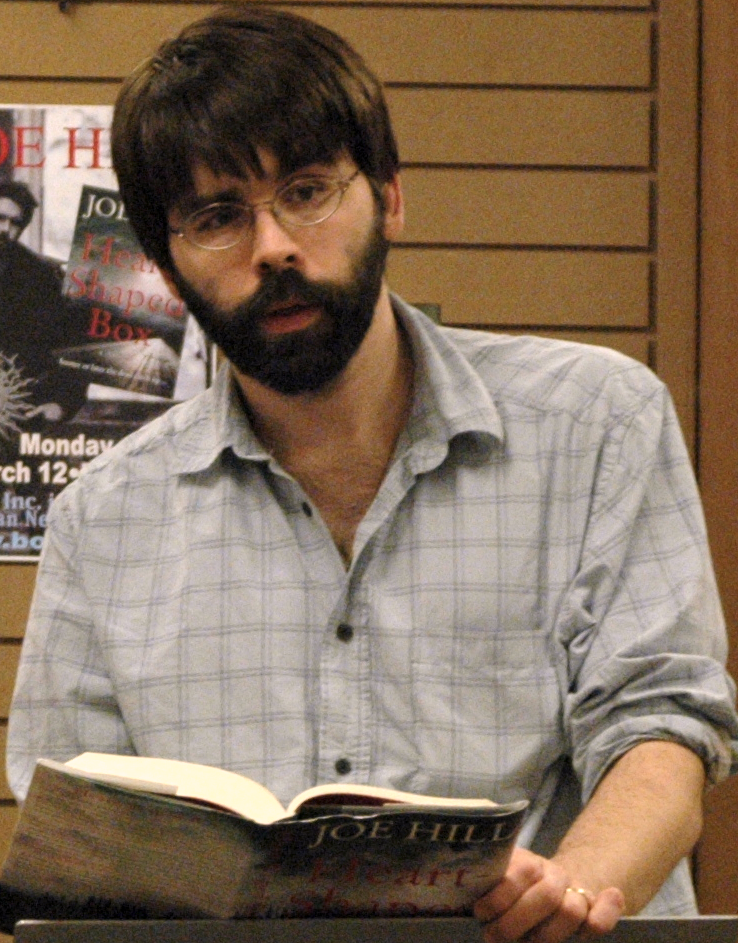
A série Locke & Key rendeu ao escritor Joe Hill duas indicações - a primeira em 2009 e a segunda, na qual saiu vencedor, em 2011.

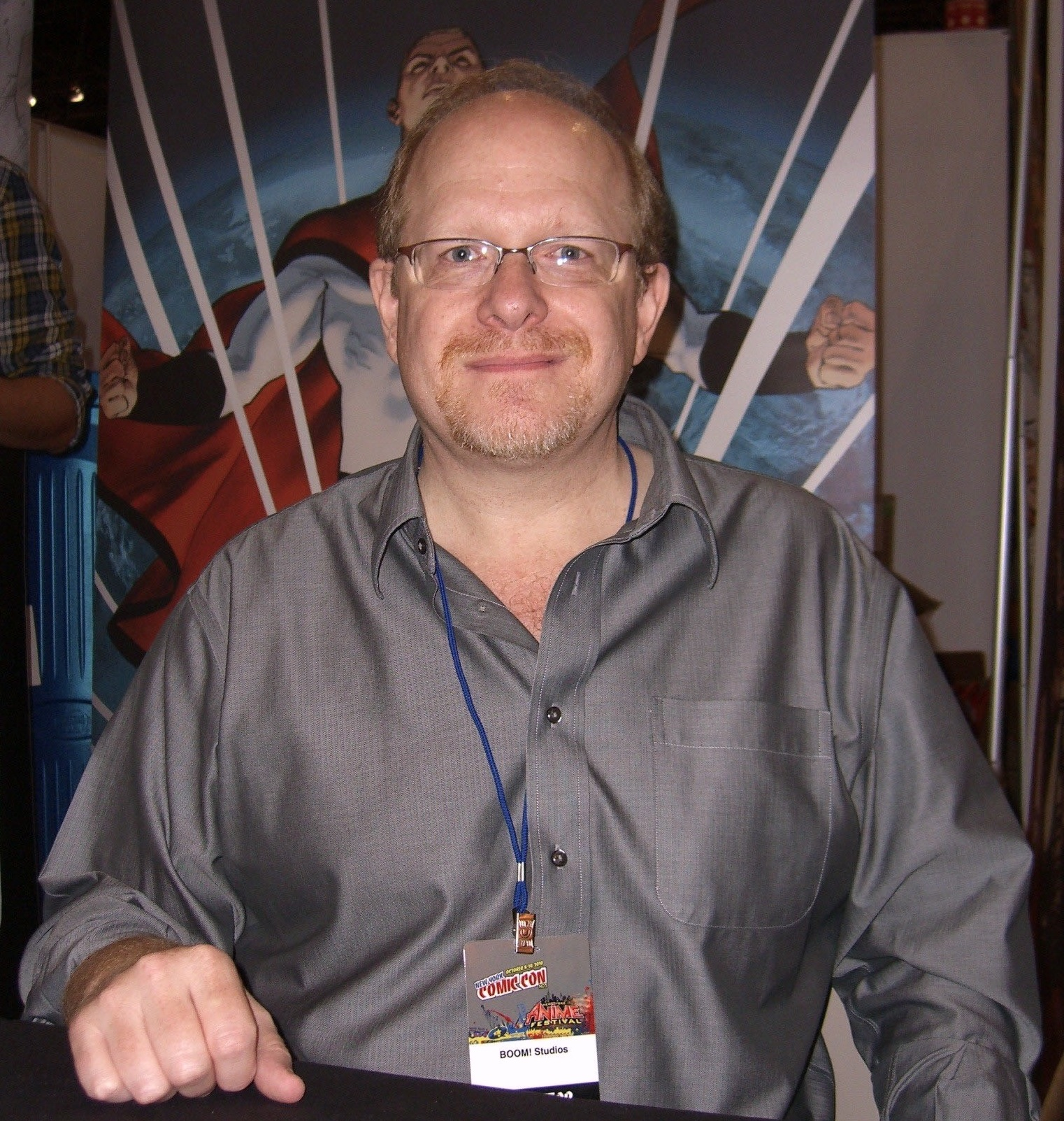
Mark Waid foi indicado três vezes (em 1997, 2002 e 2010) antes de se sagrar vencedor em 2012 por seu trabalho nas séries Irredeemable, Incorruptible e Daredevil.

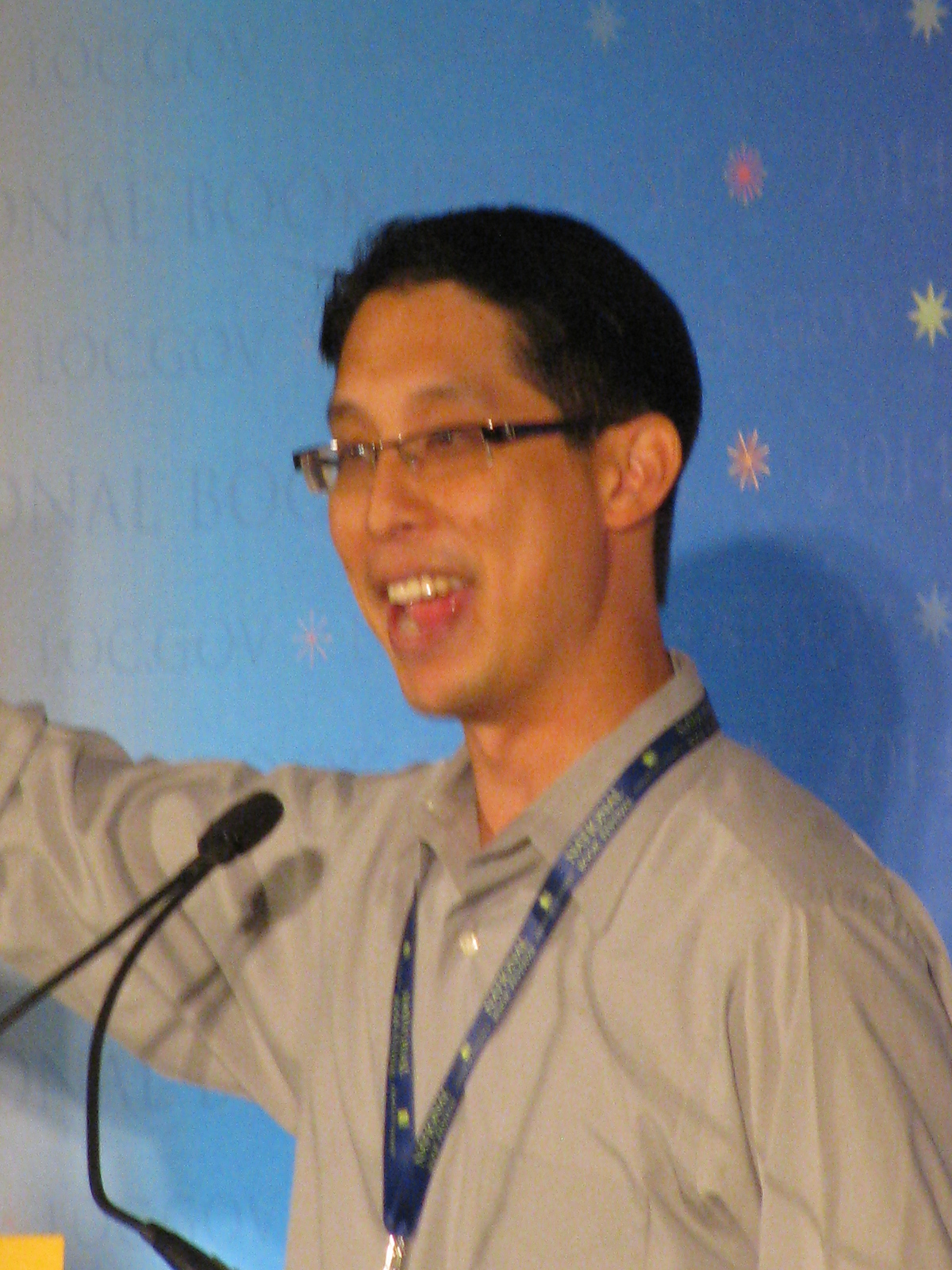
O escritor e professor Gene Luen Yang, vencedor em 2015.

| 1989 | Alan Moore           | Reino Unido      | Batman: The Killing Joke                                                        | - Ann Nocenti, por Daredevil - Grant Morrison, por Animal Man - Mike Baron, por Nexus - William Messner-Loebs, por Johnny Quest | [ 8 ]         |
| 1991 | Neil Gaiman          | Reino Unido      | Sandman                                                                         | - Alan Moore, por Miracleman - Dave Sim, por Cerebus - Frank Miller - Gilbert Hernandez, por Love and Rockets - Grant Morrison - James Vance - Kate Worley, por Omaha the Cat Dancer - Scott McCloud, por Zot! - Steve Gerber | [ 9 ]         |
| 1992 | Neil Gaiman          | Reino Unido      | Sandman Books of Magic Miracleman                                               | - Alan Moore, por From Hell e Lost Girls - Dave Sim, por Cerebus - Grant Morrison, por Doom Patrol - Harvey Pekar, por American Splendor - Peter Bagge, por Hate - Sarah Byam, por Billi 99 | [ 10 ]        |
| 1993 | Neil Gaiman          | Reino Unido      | Sandman Miracleman                                                              | - Alan Moore, por From Hell e Lost Girls - Dave Sim, por Cerebus - Dennis Eichhorn, por Real Stuff - Frank Miller, por Sin City - Garth Ennis, por Hellblazer - Peter Bagge, por Hate - Roberta Gregory, por Naughty Bits | [ 11 ]        |
| 1994 | Neil Gaiman          | Reino Unido      | Sandman Death: The High Cost of Living                                          | - Alan Moore, por 1963, Spawn #8 e A Small Killing - Dave Sim, por Cerebus e Spawn #10 - Garth Ennis, por Hellblazer - Peter David, por Incredible Hulk | [ 12 ]        |
| 1995 | Alan Moore           | Reino Unido      | From Hell                                                                       | - Dwayne McDuffie, por Icon - Harvey Pekar, por American Splendor: A Step Out of the Nest e Pekar/Joyce Brabner, Our Cancer Year - James Robinson, por Starman e Witchcraft - Matt Wagner e Steven Seagle, por Sandman Mystery Theatre | [ 13 ]        |
| 1996 | Alan Moore           | Reino Unido      | From Hell                                                                       | - Garth Ennis, por Preacher e Goddess - Grant Morrison, por The Invisibles - Kurt Busiek, por Kurt Busiek's Astro City - Neil Gaiman, por Sandman | [ 14 ]        |
| 1997 | Alan Moore           | Reino Unido      | From Hell Supreme                                                               | - John Ostrander, por The Spectre - James Robinson, por Starman e Leave It to Chance - Kurt Busiek, por Kurt Busiek's Astro City e Untold Tales of Spider-Man - Mark Waid, por Flash, Impulse, Kingdom Come e Captain America - Neil Gaiman, por Sandman e Death: The Time of Your Life | [ 15 ]        |
| 1998 | Garth Ennis          | Irlanda do Norte | Hitman Preacher Unknown Soldier Blood Mary: Lady Liberty                        | - James Robinson, por Starman, The Shade, Tangent Comics: Green Lantern e Leave It to Chance - John Ostrander, por The Spectre, Kents e Tangent Comics: Nightwing - Kurt Busiek, por Kurt Busiek's Astro City e The Wizard's Tale - Scott McCloud, por Superman Adventures | [ 16 ]        |
| 1999 | Kurt Busiek          | Estados Unidos   | Kurt Busiek's Astro City Avengers                                               | - Greg Rucka, por Whiteout - Jeph Loeb, por Superman for All Seasons - Matt Wagner, por Grendel: Black, White, and Red - Steven Seagle, por Drive By e Sandman Mystery Theatre | [ 17 ]        |
| 2000 | Alan Moore           | Reino Unido      | League of Extraordinary Gentlemen Promethea Tom Strong Tomorrow Stories Top Ten | - Ed Brubaker, por Scene of the Crime - Greg Rucka, por Whiteout: Melt - Mark Millar, por Superman Adventures - Warren Ellis, por The Authority, Planetary e Transmetropolitan | [ 18 ]        |
| 2001 | Alan Moore           | Reino Unido      | League of Extraordinary Gentlemen Promethea Tom Strong Tomorrow Stories Top Ten | - Brian Michael Bendis, por Powers, Fortune and Glory e Ultimate Spider-Man - Garth Ennis, por Preacher - Mark Millar, por The Authority e Ultimate X-Men - Mike Carey, por Lucifer | [ 19 ] [ 20 ] |
| 2002 | Brian Michael Bendis | Estados Unidos   | Powers Alias Daredevil Ultimate Spider-Man                                      | - Brian Azzarello, por 100 Bullets e Hellblazer - Grant Morrison, por Fantastic Four 1234 e New X-Men - Greg Rucka, por Queen & Country e Detective Comics - Mark Waid, por Ruse | [ 1 ] [ 2 ]   |
| 2003 | Brian Michael Bendis | Estados Unidos   | Powers Alias Daredevil Ultimate Spider-Man                                      | - Bill Willingham, por Fables - Bruce Jones, por Incredible Hulk - Ed Brubaker, por Catwoman, Detective Comics e Gotham Central - Greg Rucka, por Queen & Country, Gotham Central e Wonder Woman: The Hiketeia | [ 21 ] [ 22 ] |
| 2004 | Alan Moore           | Reino Unido      | League of Extraordinary Gentlemen Promethea Smax Tom Strong                     | - Brian Azzarello, por 100 Bullets, Sgt. Rock: Between Hell and a Hard Place e Batman - Brian Michael Bendis, por Alias, Daredevil, Ultimate Spider-Man, Ultimate X-Men e Powers - Ed Brubaker, por Catwoman, Detective Comics, Gotham Central e Sleeper - Greg Rucka, por Queen & Country, Gotham Central, Wonder Woman e Wolverine - Warren Ellis, por Orbiter, Global Frequency, Red, Planetary e Planetary/Batman: Night on Earth | [ 23 ] [ 24 ] |
| 2005 | Brian K. Vaughan     | Estados Unidos   | Y: The Last Man Ex Machina Runaways                                             | - Bill Willingham, por Fables - Greg Rucka, por Queen & Country e Gotham Central - Joss Whedon, por Astonishing X-Men - Steve Niles, por 30 Days of Night: Return to Barrow, 30 Days of Night: Bloodsucker Tales, Aleister Arcane, Freaks of the Heartland e Last Train to Deadsville | [ 25 ] [ 26 ] |
| 2006 | Alan Moore           | Reino Unido      | Promethea Top Ten: The Forty-Niners                                             | - Warren Ellis, por Fell, Down, Desolation Jones, Ocean e Planetary - Alan Heinberg, por Young Avengers - Grant Morrison, por Seven Soldiers e All Star Superman - Brian K. Vaughan, por Ex Machina, Y: The Last Man e Runaways | [ 27 ]        |
| 2007 | Ed Brubaker          | Estados Unidos   | Captain America Daredevil Criminal                                              | - Bill Willingham, por Fables, Jack of Fables e Fables: 1001 Nights of Snowfall - Bob Burden, por Gumby - Grant Morrison, por All-Star Superman, Batman, 52 e Seven Soldiers - Ian Edginton, por Scarlet Traces: The Great Game | [ 28 ] [ 29 ] |
| 2008 | Ed Brubaker          | Estados Unidos   | Captain America Daredevil Criminal The Immortal Iron Fist                       | - Brian K. Vaughan, por Buffy the Vampire Slayer, Ex Machina e Y: The Last Man - Brian Wood, por DMZ, Northlanders e Local - James Sturm, por Satchel Paige: Striking Out Jim Crow - Joss Whedon, por Astonishing X-Men e Buffy the Vampire Slayer | [ 30 ]        |
| 2009 | Bill Willingham      | Estados Unidos   | Fables House of Mystery                                                         | - Joe Hill, por Locke & Key - J. Michael Straczynski, por Thor e The Twelve - Mariko Tamaki, por Skim - Matt Wagner, por Zorro e Madame Xanadu | [ 31 ]        |
| 2010 | Ed Brubaker          | Estados Unidos   | Captain America Daredevil Criminal Marvels Project Incognito                    | - Geoff Johns, por Adventure Comics, Blackest Night, The Flash: Rebirth e Superman: Secret Origin - James Robinson, por Justice League: Cry for Justice - Mark Waid, por Irredeemable e The Incredibles - Bill Willingham, por Fables | [ 32 ]        |
| 2011 | Joe Hill             | Estados Unidos   | Locke & Key                                                                     | - Ian Boothby, por Comic Book Guy: The Comic Book, Futurama Comics #47–50, Simpsons Comics #162 e 168 e Simpsons Super Spectacular #11 e 12 - Jim McCann, por Return of the Dapper Men - John Layman, por Chew - Nick Spencer, por Morning Glories, Shuddertown, Forgetless e Existence 3.0 | [ 33 ]        |
| 2012 | Mark Waid            | Estados Unidos   | Irredeemable Incorruptible Daredevil                                            | - Cullen Bunn, por The Sixth Gun - Mike Carey, por The Unwritten - Jeff Jensen, por Green River Killer: A True Detective Story - Jeff Lemire, por Animal Man, Flashpoint: Frankenstein and the Creatures of the Unknown, Frankenstein: Agent of S.H.A.D.E. e Sweet Tooth | [ 34 ]        |
| 2013 | Brian K. Vaughan     | Estados Unidos   | Saga                                                                            | - Ed Brubaker, por Fatale - Matt Fraction, por Hawkeye e Casanova: Avaritia - Brandon Graham, por Multiple Warheads e Prophet - Jonathan Hickman, por The Manhattan Projects - Frank M. Young, por The Carter Family | [ 35 ]        |
| 2014 | Brian K. Vaughan     | Estados Unidos   | Saga                                                                            | - Kelly Sue DeConnick, por Pretty Deadly e Captain Marvel - Matt Fraction, por Sex Criminals, Hawkeye, Fantastic Four e FF - Jonathan Hickman, por East of West, The Manhattan Projects, Avengers e Infinity - Scott Snyder, por Batman, American Vampire e The Wake - Eric Stephenson, por Nowhere Men | [ 36 ]        |
| 2015 | Gene Luen Yang       | Estados Unidos   | Avatar: The Last Airbender The Shadow Hero                                      | - Jason Aaron, por Original Sin, Thor, Men of Wrath (Marvel) e Southern Bastards (Image) - Kelly Sue DeConnick, por Captain Marvel (Marvel) e Pretty Deadly (Image) - Grant Morrison, por The Multiversity (DC); Annihilator (Legendary Comics) - Brian K. Vaughan, por Saga (Image) e Private Eye (Panel Syndicate) - G. Willow Wilson, por Ms. Marvel (Marvel) | [ 37 ]        |
| 2016 | Jason Aaron          | Estados Unidos   | Southern Bastards Men of Wrath Doctor Strange Star Wars Thor                    | - John Allison, por Giant Days (BOOM Studios!) - Ed Brubaker, por The Fade Out, Velvet, Criminal Special Edition (Image) - Marjorie Liu, por Monstress (Image) - G. Willow Wilson, por Ms. Marvel (Marvel) | [ 38 ]        |
| 2017 | Brian K. Vaughan     | Estados Unidos   | Paper Girls Saga We Stand On Guard                                              | - Ed Brubaker, por Criminal 10th Anniversary Special, Kill or Be Killed e Velvet (Image) - Kurt Busiek, por Astro City (Vertigo/DC) - Chelsea Cain, por Mockingbird (Marvel) - Max Landis, por Green Valley (Image/Skybound) e Superman: American Alien (DC) - Jeff Lemire, por Black Hammer (Dark Horse); Descender, Plutona (Image); e Bloodshot Reborn (Valiant) | [ 39 ]        |
| 2018 | Tom King             | Estados Unidos   | Batman Batman Annual #2 Batman/Elmer Fudd Special #1 Mister Miracle (DC)        | - Matt Kindt, por Grass Kings (BOOM! Studios); Ether (Dark Horse); Eternity, X-O Manowar (Valiant) - Jeff Lemire, por Black Hammer (Dark Horse) e Descender (Image) - Mark Russell, por The Flintstones (DC) | [ 40 ] [ 3 ]  |
| 2018 | Marjorie Liu         | Estados Unidos   | Monstress (Image)                                                               | - Matt Kindt, por Grass Kings (BOOM! Studios); Ether (Dark Horse); Eternity, X-O Manowar (Valiant) - Jeff Lemire, por Black Hammer (Dark Horse) e Descender (Image) - Mark Russell, por The Flintstones (DC) | [ 40 ] [ 3 ]  |
| 2019 | Tom King             | Estados Unidos   | Batman Mister Miracle Heroes in Crisis Swamp Thing Winter Special               | - Alex de Campi, por Bad Girls (Gallery 13) e Twisted Romance (Image) - Jeff Lemire, por Black Hammer: Age of Doom, Doctor Star & the Kingdom of Lost Tomorrows e Quantum Age (Dark Horse); Descender, Gideon Falls e Royal City (Image) - Mark Russell, por Exit Stage Left: The Snagglepuss Chronicles, Green Lantern/Huckleberry Hound e Lex Luthor/Porky Pig (DC); Lone Ranger (Dynamite) - Kelly Thompson, por Nancy Drew (Dynamite); Hawkeye, Jessica Jones, Mr. & Mrs. X, Rogue & Gambit, Uncanny X-Men e West Coast Avengers (Marvel) - Chip Zdarsky, por Peter Parker: The Spectacular Spider-Man e Marvel Two-in-One (Marvel) | [ 41 ] [ 42 ] |
| 2020 | Mariko Tamaki        | Canadá           | Harley Quinn: Breaking Glass Laura Dean Keeps Breaking Up with Me Archie        | - Bobby Curnow, por Ghost Tree (IDW) - MK Reed e Greg Means, por Penny Nichols (Top Shelf) - Lewis Trondheim, por Stay (Magnetic Press) e Maggy Garrisson (SelfMadeHero) - G. Willow Wilson, por Invisible Kingdom (Berger Books/Dark Horse); Ms. Marvel (Marvel) - Chip Zdarsky, por White Trees (Image); Daredevil, Spider-Man: Life Story (Marvel); Afterlift (comiXology Originals) | [ 43 ]        |